# Чашуле, Слободан
Слободан Чашуле (макед. Слободан Чашуле; 27 сентября 1945, Скопье, НР Македония, СФРЮ — 18 декабря 2015, Мадрид, Испания) — македонский журналист, министр иностранных дел с 2001 по 2002 год.

## Образование
В 1972 году окончил гуманитарный факультет Папского католического университета в Лиме, Перу. 

Владел английским, испанским, португальским, итальянским и французским языками.

## Карьера
- 1965—1967 гг. — журналист и переводчик телевидения в Скопье.
- 1967—1974 гг. — корреспондент ТВ Скопье в Чили и Перу.
- 1974—1980 гг. — корреспондент информационного агентства ТАНЮГ в странах Латинской Америки и Карибского бассейна.
- 1980—1990 гг. — главный редактор ТАНЮГ в Македонии.
- 1990—1994 гг. — директор и главный редактор македонского радио.
- 1994—1999 гг. — редактор комментаторов македонского радио.
- Январь — апрель 1999 г. — Генеральный директор «Нова Македония» — Скопье.

С 28 марта 2000 года — советник правительства Республики Македонии по внешней политике. 30 ноября 2001 года назначен министром иностранных дел в правительстве Любчо Георгиевского. 

В 2002 году избран в Собрание Республики Македонии и возглавил там комитет по иностранным делам.